# Trump Model Management
Trump Model Management är en modellagentur i New York, New York, USA som ägs av Trump Organization. Modellagenturen grundades 1999 av Trump Organization och dess ledare Donald Trump.
Kändisar som arbetat för Trump Model Management är bland andra Paris Hilton, Tricia Helfer, Dayana Mendoza, Isabella Rossellini, Ximena Navarrete, Paulina Vega och Melania Trump.